# Tomás Boy
Tomás Juan Boy Espinoza (ur. 28 czerwca 1952 w Meksyku, zm. 8 marca 2022 w Acapulco) – meksykański piłkarz występujący na pozycji pomocnika. Trener piłkarski.

## Kariera klubowa
W trakcie zawodowej kariery Boy reprezentował barwy zespołów Atlético Español, Atlético Potosino oraz Tigres UANL.

## Kariera reprezentacyjna
W reprezentacji Meksyku Boy zadebiutował 6 stycznia 1979 roku w wygranym 1:0 towarzyskim meczu ze Związkiem Radzieckim. W 1986 roku został powołany do kadry narodowej na Mistrzostwa Świata. Zagrał na nich w pojedynkach z Belgią (2:1), Paragwajem (1:1), Irakiem (1:0), Bułgarią (2:0) oraz RFN (0:0, 1:4 po rzutach karnych). Z tamtego turnieju Meksyk odpadł w ćwierćfinale. W latach 1979–1986 w drużynie narodowej Boy rozegrał w sumie 49 spotkań i zdobył 9 bramek.

## Kariera trenerska
W trakcie kariery trenerskiej Boy prowadził zespoły Tampico Madero, Querétaro FC, CD Veracruz, Monarcas Morelia, CF Monterrey, ponownie Monarcas Morelia, CF Puebla, ponownie CD Veracruz, Atlas Guadalajara, a od 2009 roku po raz trzeci był szkoleniowcem Monarcas Morelia. Odszedł z zespołu w maju 2012, natomiast trzy miesiące później podpisał kontrakt z Atlasem.